# Fight Night Round 3
Fight Night Round 3 — компьютерная игра в жанре симулятора бокса, разработанная командой EA Chicago и изданная компанией EA Sports для игровых приставок Playstation 2, PlayStation 3, PlayStation Portable, Xbox и Xbox 360.
Это третья игра в серии Fight Night, выпускаемая EA Sports; она выделяется улучшенной графикой и игровым процессом.

## Игровой процесс
Игрок управляет боксёром и имеет на выбор несколько режимов игры. О состоянии здоровья бойца игрок узнаёт по физическому состоянию экранного персонажа, его движениям и чертам лица.
Боксёр, созданный и управляемый игроком, выступает на ринге против случайно генерируемых бойцов, зарабатывает деньги, меняет менеджеров. Кроме того, в игре есть возможность проводить исторические матчи, типа Taylor vs. Hopkins, Gatti vs. Ward или Robinson vs. Lamotta в классическом режиме ESPN.

## Рецензии
| Сводный рейтинг | Сводный рейтинг | Сводный рейтинг | Сводный рейтинг | Сводный рейтинг | Сводный рейтинг |
| Издание         | Оценка          | Оценка          | Оценка          | Оценка          | Оценка          |
| Издание         | PS2             | PS3             | PSP             | Xbox            | Xbox 360        |
| --------------- | --------------- | --------------- | --------------- | --------------- | --------------- |
| GameRankings    | 83,61 %         | 81,73 %         | 75,44 %         | 82,57 %         | 85,35 %         |

- Одной из проблем игры считается невысокий уровень искусственного интеллекта. Различные игровые обозреватели и критики, оценивавшие игру, считают, что даже на самом тяжёлом уровне сложности проходить игру слишком просто[источник?].
- Official Xbox Magazine наградил Fight Night Round 3 редкой оценкой в 10 баллов, самым большим баллом в журнале[источник?].
- В обзоре, сделанном G4techTV Reviews, утверждается, что игра показывает лучшую графику из когда-либо виданных[источник?].

Fight Night Round 3 получила премию BAFTA в области игр 2006 года в номинации «Sports».